# مارشالتان (دلاویر)
مارشالتان (به انگلیسی: Marshallton) یک منطقهٔ مسکونی در ایالات متحده آمریکا است که در شهرستان نیوکاسل، دلاویر واقع شده‌است. مارشالتان ۲۷٫۱۳ متر بالاتر از سطح دریا واقع شده‌است.